# Castilleja stipifolia
Castilleja stipifolia är en snyltrotsväxtart som beskrevs av Guy L. Nesom. Castilleja stipifolia ingår i släktet målarborstar, och familjen snyltrotsväxter. Inga underarter finns listade i Catalogue of Life.